# Sebastian Rüger

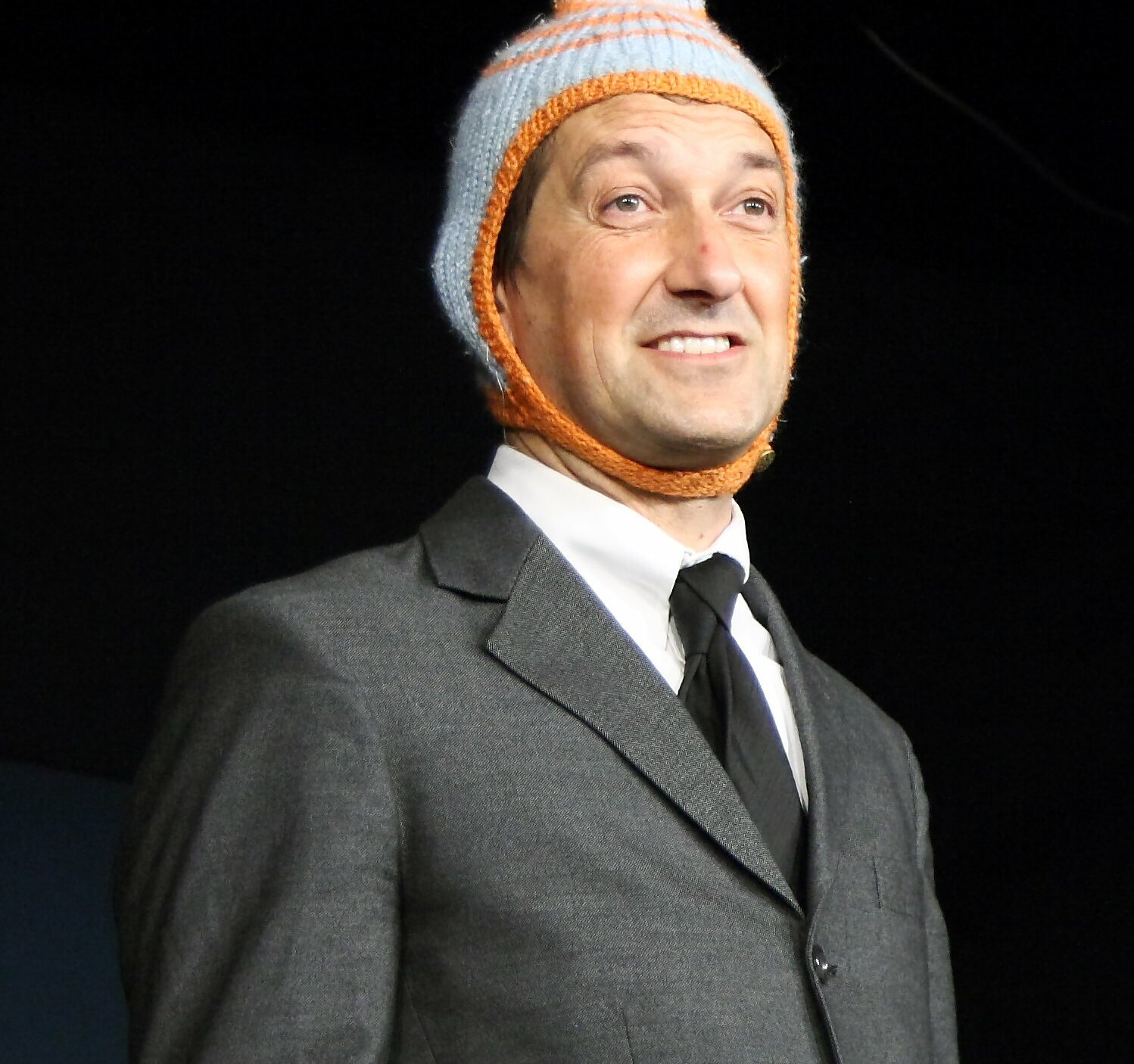
Sebastian Rüger (2011)

Sebastian Rüger (* 29. Juli 1967 in Bad Godesberg, Bonn) ist ein deutscher Kabarettist, Schauspieler sowie Synchron- und Hörspielsprecher. Er wurde ab 2001 gemeinsam mit Frank Smilgies durch das Theaterduo Ulan & Bator einem breiten Publikum bekannt.

## Leben
Rüger wurde am 29. Juli 1967 im Bonner Stadtbezirk Bad Godesberg geboren. Nach seinem Abitur nahm er von 1987 bis 1989 Schauspiel und Sprechunterricht bei Ruth Hornemann in Berlin. Von 1989 bis 1993 machte er sein Schauspielstudium an der Folkwang Universität der Künste. Bereits während seines Studiums übernahm er erste Rollen am Grillo-Theater Essen. Für seine Hauptrolle des Action im Stück West Side Story am Schauspielhaus Düsseldorf, in diesem er von 1993 bis 1995 spielte, erhielt er 1995 eine Nominierung als bester Nachwuchsdarsteller der Deutsche Bühne. Von 1995 bis 1998 gehörte er dem Ensemble des Städtischen Bühnen Osnabrück an und spielte unter anderen in den Stücken Leonce und Lena und Trainspotting die männliche Hauptrolle. Von 1998 bis einschließlich 2001 war er als Ensemble-Mitglied am Badischen Staatstheater Karlsruhe tätig.
Ende der 1990er Jahre fand Rüger auch den Weg zum Film. 2001 im Tatort: Du hast keine Chance und 2002 im Film Ein Leben lang kurze Hosen tragen stellte er jeweils eine Nebenrolle dar. 2004 spielte er im Fernsehfilm Stauffenberg die historische Rolle des Ewald-Heinrich von Kleist. Im selben Jahr war er im Film Yugotrip als Achim zu sehen.
2006 verkörperte er in der Krimikomödie Die Nonne und der Kommissar die Rolle des Tobias Schäfer. 2009 verkörperte er im Katastrophenfernsehfilm Vulkan die Rolle eines Piloten des Technischen Hilfswerks. Im selben Jahr hatte er außerdem eine Nebenrolle im Tatort: Höllenfahrt inne. 2011 hatte er eine weitere Nebenrolle in Die Schäferin inne.
Er trat außerdem seit 2001 in verschiedenen deutschen Fernsehserien als Episodendarsteller auf. So war er unter anderen in Die Wache, Alarm für Cobra 11 – Die Autobahnpolizei, SK Kölsch, Kommissar Stolberg, Post Mortem – Beweise sind unsterblich oder Pastewka zu sehen und spielte in bisher drei Episoden der Fernsehserie SOKO Köln in jeweils verschiedenen Rollen mit.
Ein großes Medienecho erfuhr er Ende März 2023. So wurde am 24. März 2023 anstelle der eigentlichen Ausgabe der ZDF-Sendung ZDF Magazin Royale mit der Sendung Nuhr im Zweiten eine Parodie auf das Kabarettformat Nuhr im Ersten, von und mit Dieter Nuhr, ausgestrahlt. Rüger parodierte darin Gastgeber und Moderator Dieter Nuhr.  Im Abspann der Sendung wird er nur unter dem Pseudonym Werner Blohß genannt.
Seit 2001 tritt er gemeinsam mit Frank Smilgies als Ulan & Bator auf. Am 2. November 2022 feierte Rüger die Premiere mit seinem Solo-Programm „Hätt ich doch ne Diagnose!“ im Ateliertheater Köln.

## Filmografie (Auswahl)

### Schauspiel
- 1999: Tatort: Kriegsspuren (Fernsehfilm)
- 2000: 220V (Kurzfilm)
- 2001: Die Kumpel (Fernsehserie, Episode 1x03)
- 2001: Die Wache (Fernsehserie, Episode 8x15)
- 2001: Tatort: Du hast keine Chance (Fernsehfilm)
- 2001: Alarm für Cobra 11 – Die Autobahnpolizei (Fernsehserie, Episode 7x01)
- 2001: Nichts bereuen
- 2002: Kolle – Ein Leben für Liebe und Sex (Fernsehfilm)
- 2002: Ein Leben lang kurze Hosen tragen
- 2002: Blutsbrüder (Kurzfilm)
- 2003: SK Kölsch (Fernsehserie, Episode 5x10)
- 2004: Yugotrip
- 2004: Stauffenberg (Fernsehfilm)
- 2004: Halt durch, Paul! (Fernsehserie)
- 2004: SOKO Köln (Fernsehserie, Episode 1x14)
- 2004: SOKO Köln (Fernsehserie, Episode 2x07)
- 2006: Ode an die Freude (バルトの楽園/Baruto no gakuen)
- 2006: Emmas Glück
- 2006: Die Nonne und der Kommissar (Fernsehfilm)
- 2006: Die Mauer – Berlin ’61 (Fernsehfilm)
- 2006: Die letzten Tage (Kurzfilm)
- 2006: Kommissar Stolberg (Fernsehserie, Episode 1x05)
- 2007: Post Mortem – Beweise sind unsterblich (Fernsehserie, Episode 1x05)
- 2007: Schimanski: Tod in der Siedlung (Fernsehfilm)
- 2008: Der Baader Meinhof Komplex
- 2009: Hilde
- 2009: Tatort: Höllenfahrt (Fernsehfilm)
- 2009: Doktor Martin (Fernsehserie, Episode 2x02)
- 2009: Herzog (Fernsehserie, Episode 1x05)
- 2009: Faktor 8 – Der Tag ist gekommen (Fernsehfilm)
- 2009: Vulkan (Fernsehfilm)
- 2010: Marienhof (Fernsehserie, 2 Episoden)
- 2011: Pastewka (Fernsehserie, Episode 5x04)
- 2011: Die Schäferin (Fernsehfilm)
- 2013: Helden – Wenn dein Land dich braucht (Fernsehfilm)
- 2014: Es ist alles in Ordnung (Fernsehfilm)
- 2018: SOKO Köln (Fernsehserie, Episode 14x21)

### Synchronisationen
- 2018: Z Nation (Fernsehserie)
- 2019: One Piece als Hajrudin (ワンピース/Wan Pīsu, Zeichentrickserie)
- 2022: Die Zeit, die wir teilen (À propos de Joan)

## Theater (Auswahl)
- 1992: Ghetto (Joshua Sobol), Regie: Joshua Sobol, Grillo-Theater Essen
- 1993–1995: West Side Story, Regie: Klaus Kusenberg, Schauspielhaus Düsseldorf
- 1995–1996: Leonce und Lena, Regie: Klaus Kusenberg, Städtische Bühnen Osnabrück
- 1996–1997: Die Räuber, Regie: Klaus Kusenberg, Städtische Bühnen Osnabrück
- 1996–1997: Trainspotting, Regie: Roland Hüve, Städtische Bühnen Osnabrück
- 1997–1998: Angels in America, Regie: Klaus Kusenberg, Badisches Staatstheater Karlsruhe
- 1999–2000: Kabale und Liebe, Regie: Katharina Rupp, Badisches Staatstheater Karlsruhe
- 2000–2001: Weltraum.Faust.Traum, Regie: Boris von Poser, Theater K, Bielefeld